# 王杏
王杏（1496年—？），字世文，號鲤湖（鲤塘），浙江寧波府奉化縣人，民籍，明朝政治人物。

## 生平
嘉靖七年（1528年）戊子科浙江鄉試第六十一名舉人。嘉靖八年（1529年）中式己丑科會試第三百十五名，登第三甲第二百二十四名進士。九年十一月选授山西道試監察御史，十三年巡按贵州，十五年巡按山西，十六年五月以事降为广德州判官。历扬州府、南康府同知。

## 著作
《按贵録》、《按晋録》、《寓洞稿》、《入贺稿》、《蟀吟集》、《鲤湖集》。

## 家族
曾祖王璨；祖父王綬；父王訓，母孫氏。慈侍下。弟王櫑。